# مارک نیرگا
مارک نیرگا (انگلیسی: Marc Nierga؛ زادهٔ ۱۵ آوریل ۱۹۹۲) بازیکن فوتبال اهل اسپانیا است.
از باشگاه‌هایی که در آن بازی کرده‌است می‌توان به باشگاه فوتبال آلکورکون اشاره کرد.